# Bernard II z Saksonii
Bernard II (ok. 995 – 29 czerwca 1059) – książę Saksonii (1011–1059), trzeci z dynastii Billungów, syn Bernarda I i Hildegardy. Był hrabią Fryzji.
Bernard rozszerzył uprawienia władców w Saksonii i jest uważany za największego z Billungów. Był uważany za zwolennika cesarza Henryka II oraz towarzyszył mu w Polsce podczas podpisania traktatu w Budziszynie w 1018 roku. W okresie 1019–1020 zbuntował się, a tym samym zwiększył uznanie prawa plemiennego w Saksonii, czego nie udało osiągnąć się jego ojcu. Powrócił na wojnę przeciw Słowianom oraz włączył ich w szeregi swoich sił wraz z ich przywódcą, Gotszalkiem.

## Potomstwo Bernarda II, księcia Saksonii i Eiliki ze Schweinfurtu
- Gertruda Saska (ok. 1030 – 4 sierpnia 1113); zamężna: Floris I Holenderski (powtórnie): Robert I Fryzyjski
- Ordulf (ok. 1020 – 28 marca, 1072); żonaty: Ulfhilda bądź Wulfhilda z Norwegii (ok. 1023 – 24 maja, 1070), córka Olafa II Świętego z Norwegii i Astridy ze Szwecji
- Herman
- Ida z Saksonii; zamężna: Fryderyk Luksemburski, a powtórnie z Albertem III, hrabią Namur.